# Rosa Solbes López
Rosa María Solbes López (Alicante, 1950) es una periodista y activista feminista española. Fue la primera directora de Radio 9 y ha sido también presidenta de la Unió de Periodistes Valencians, miembro del Consejo de Administración de Radiotelevisión Valenciana (RTVV), vicepresidenta de la plataforma cívica Valencianos por el Cambio.

## Trayectoria como periodista
Empezó a ejercer el periodismo a los quince años con Lucentum, la revista del Instituto Jorge Juan de Alicante, donde ella estudiaba. El hecho le valió que una agencia de noticias estatal la bautizara como la directora más joven de España, y el director de Información, Félix Morales, invitó a la redacción de Lucentum a visitar su diario, ofreciéndoles una sección juvenil. En aquel periódico escribió la necrológica de Martin Luther King.
En 1968 ingresó en la escuela de periodismo de la Iglesia de Valencia, haciendo las prácticas en el periódico alicantino Primera Página, dirigido entonces por J.J. Pérez Benlloch. Aunque en 1970 mejoraron sus condiciones laborales, abandonó la ciudad de Alicante para establecerse en Valencia poco después. En esta ciudad entró en el grupo de teatro Gorgo y, en 1973, J.J. Pérez Benlloch la fichó para el semanario La Marina. Continuó de la mano del citado periodista primero en Ciudad de Benidorm, más tarde con una sustitución en La Verdad y, entre 1974 y 1978, en el semanario económico Valencia Fruits.
Mientras estaba trabajando para Valencia Fruits, Rosa Solbes compaginó esta actividad con la corresponsalía en Valencia del diario La Verdad y con colaboraciones en Ya. También dirigió el semanario progresista Dos i Dos. Ya en la década de los 80, dirigió la sección de reportajes de Valencia Semanal y fue delegada de varias revistas de tirada nacional: Interviu, El Periódico de Cataluña y Tiempo. Durante los años 1980, 1981 y 1982 fue sucesivamente la responsable de información política, reportajes, suplementos y local de Diario de Valencia. Desde 1983 a 1986 trabajó como jefa de programas de Radiocadena Española y a continuación redactora-presentadora de informativos en la desconexión valenciana de TVE. En ambos medios dirigió y presentó durante años los primeros programas con temática feminista: Entre nosotras y La otra mitad.
El año 1989 fue la primera directora de Radio 9. Posteriormente ocupó el cargo de jefa de prensa de la Conselleria de Cultura. Los últimos años ha sido redactora y editora de informativos del centro territorial de TVE y columnista habitual de El País.

## Escritora y activista
Ha escrito varios libros sobre la actualidad, como autora y coautora, uno de ellos sobre las mujeres y el poder político titulado Mujeres valencianas, entre el querer y el poder. También es autora de Matilde Salvador. Conversaciones con una escritora apasionada (Tándem). El siguiente libro se titula María Cambrils, el despertar del feminismo socialista. Esta obra está realizada con colaboración con la historiadora Ana Aguado y el archivero Joan Manuel Almela. El prólogo es de Carmen Alborch.Su última obra, en colaboración con el fotoreportero Josep Vicent Rodríguez, es "Trets. Imatges de la Transició valenciana". Editada por la Institució Alfons el Magnànim. Se trata de 500 fotografías captadas en los años 70 y 80, contextualizadas en textos de Rosa Solbes.
Ha formado parte de las directivas de diferentes asociaciones cívicas y ha presidido la Unió de Periodistes Valencians. Actualmente es vicepresidenta de Valencianos por el Cambio, miembro del Consejo Asesor de la Unidad de Igualdad de la Universitat de València y del Consejo de Cultura de UGT del País Valencià.
En 2013 recibió el Premio Vicent Ventura por su trayectoria cívica en defensa de la dignidad del pueblo valenciano.